# 鄭氏 (上官婉兒母)
鄭氏（?—?），本名不詳，太常少卿鄭休遠之姊，嫁给上官仪的儿子上官庭芝，上官婉儿之母。
鄭氏怀女儿上官婉儿时，梦见巨人给她一个大秤，说：「持此稱量天下。」算命的说：“当生贵子，而秉国权衡。”生下女儿婉兒，满月后，鄭氏开玩笑说：「稱量天下的是你吗？」上官仪、上官庭芝因为得罪武皇后，被杀，时在665年。上官婉儿当时在襁褓，随母亲鄭氏配入掖庭。武则天圣历之后，女儿上官婉儿开始管理皇帝的文书。705年神龙革命，唐中宗复位，拜上官婉儿为昭容，鄭氏由此受封为沛国夫人。鄭氏对女儿上官婉兒亲近武三思提出批评，上官婉儿不從。当時，長寧公主、宜城公主、定安公主及韦后的妹妹、昭容上官婉儿與鄭氏、尚宮柴氏、隴西夫人趙氏及姻聯數十族，都能降墨敕授官，称之为斜封。鄭氏逝世后，謚号節義夫人。上官婉兒請降秩服丧，唐中宗下诏让她起复為婕妤，不久還任昭容。